# Breija
Breija (oficialmente Santiago de Breixa) es una parroquia española del municipio pontevedrés de Silleda, en la comunidad autónoma de Galicia.

## Historia
Hacia mediados del siglo XIX, la parroquia tenía contabilizada una población de 90 habitantes. Aparece descrita en el cuarto volumen del Diccionario geográfico-estadístico-histórico de España y sus posesiones de Ultramar de Pascual Madoz con las siguientes palabras:

BREIJA (Santiago de): felig. en la prov. de Pontevedra (9 leg.), part. jud. de Lalin (2 1/2), dióc. de Lugo, ayunt. de Chapa (1): sit. á la der. del r. Toja, con libre ventilacion y clima sano. Tiene 18 casas distribuidas en los l. de que se compone que son Breijá y Ansarai, Bresjiña, Castro-Crespos y Fares. La igl. parr. dedicada á Santiago se halla servida por un cura de provision ordinaria. Confina el térm. con la felig. de Ansemil al NO. y la de Negreiros por el SO. El terreno participa de monte y llano; el destinado á cultivo disfruta de algun riego de varias fuetnes y de las aguas del r. Toja, que tambien dan impulso á varios molinos harineros. Los caminos son locales y en mal estado; y el correo se recibe por la cap. del part. prod.: trigo, centeno, maiz, patatas, lino, legumbres y frutas; se cria ganado vacuno, caballar, lanar, y cabrio. pobl.: 18 vec., 90 alm.: contr. con el ayunt. (V.)
(Madoz, 1846, p. 436)

En la actualidad, pertenece al municipio de Silleda. En 2022, tenía empadronados 93 habitantes.